# Giro delle Fiandre 1943
Il Giro delle Fiandre 1943, ventisettesima edizione della corsa, fu disputato il 19 aprile 1943, per un percorso totale di 215 km. Fu vinto dal belga Achiel Buysse, al traguardo con il tempo di 6h07'58", alla media di 35,050 km/h, davanti ai connazionali Albert Sercu e Camille Beeckman.
I ciclisti che partirono da Gand furono 127; coloro che tagliarono il traguardo furono 37.

## Ordine d'arrivo (Top 10)
| Pos. | Corridore          | Squadra            | Tempo    |
| ---- | ------------------ | ------------------ | -------- |
| 1    | Achiel Buysse      | Dilecta-Wolber     | 6h07'58" |
| 2    | Albert Sercu       | Dilecta-Wolber     | s.t.     |
| 3    | Camille Beeckman   | -                  | s.t.     |
| 4    | Sylvain Grysolle   | Dilecta-Wolber     | a 25"    |
| 5    | Marcel Kint        | Mercier-Hutchinson | a 1'20"  |
| 6    | Albert Beirnaert   | -                  | s.t.     |
| 7    | Joseph Moerenhout  | Dilecta-Wolber     | s.t.     |
| 8    | Dolf Vandenbossche | -                  | s.t.     |
| 9    | Jan Van Steen      | -                  | s.t.     |
| 10   | Eugène Kiewit      | -                  | s.t.     |